# Авиационные происшествия Аэрофлота 1976 года

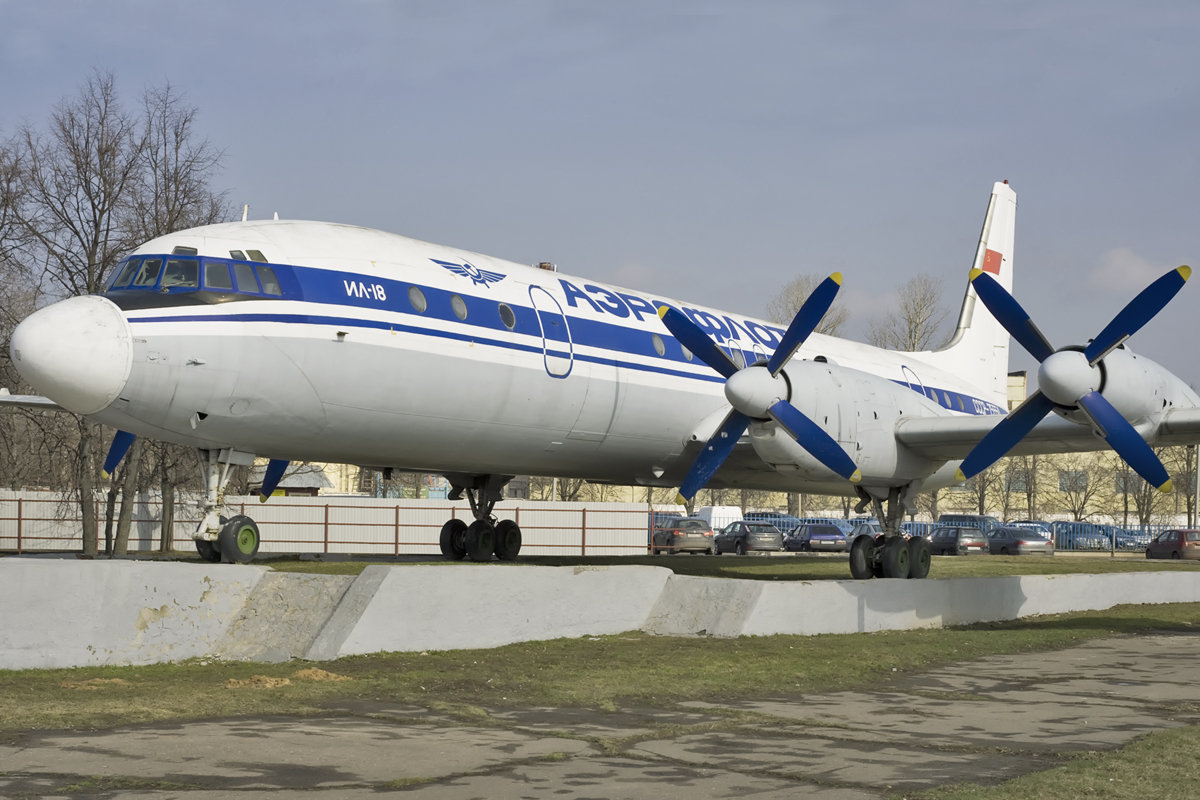
Ил-18 предприятия «Аэрофлот»

Авиационные происшествия и инциденты, включая угоны, произошедшие с воздушными судами Министерства гражданской авиации СССР (Аэрофлот) в 1976 году.
В этом году крупнейшая катастрофа с воздушными судами предприятия «Аэрофлот» произошла в ночь на 6 марта у села Верхняя Хава в Воронежской области, когда самолёт Ил-18Е из-за обесточивания электросети и отказа пилотажно-навигационных приборов во время полёта на эшелоне перешёл в быстрое снижение и разбился в поле, в результате чего погибли 111 человек (подробнее…).

## Список
Отмечены происшествия и инциденты, когда воздушное судно было восстановлено.
| Дата                  | Место                                                                  | ВС         | Бортовой номер | Управление           | Жертв   | Описание | И      |
| --------------------- | ---------------------------------------------------------------------- | ---------- | -------------- | -------------------- | ------- | --- | ------ |
| 1976 года             | н.д.                                                                   | Ан-12Б     | 11103          | Ленинградское        | ?/?     | Списан 31 августа 1976 года по причине повреждения в авиационном происшествии. Подробности неизвестны. | [ 1 ]  |
| 1976 года             | н.д.                                                                   | Ил-14Г     | 04176          | Центральных районов  | ?/?     | н.д. | [ 2 ]  |
| 1976 года             | Киев                                                                   | Ту-104А    | 42371          | Западно-Сибирское    | 0/?     | Грубая посадка из-за отказа двигателей | [ 3 ]  |
| 1976 года             | Борисполь, Киев                                                        | Ту-154     | 85020          | ЦУ МВС               | 0/?     | Грубая посадка | [ 4 ]  |
| 1976                  | Союз Советских Социалистических Республик                              | Ту-154Б    | 85131          | Украинское           | 0/?     | При выполнении рейса Киев—Москва в салоне была пролита ртуть | [ 5 ]  |
| 3 января 1976 года    | Санино, Наро-Фоминский район                                           | Ту-124В    | 45037          | Белорусское          | 1+61/61 | Упал после взлёта из-за отказа авиагоризонтов (подробнее…) | [ 6 ]  |
| 13 января 1976 года   | Смольное, близ Ленинграда                                              | Ан-24Б     | 47280          | Уральское            | 0/45    | Столкновение с деревьями при заходе на посадку | [ 7 ]  |
| 26 января 1976 года   | Союз Советских Социалистических Республик                              | Ил-62      |                |                      | 0/?     | Выполнял рейс Фрунзе—Москва, когда в туалете были обнаружены записка с требованием лететь в Израиль и несколько пиропатронов. 1 марта того же года автор записки был арестован.                                     | [ 8 ]  |
| 30 января 1976 года   | Фрунзе                                                                 | Ил-18В     | 75558          | Киргизское           | 6/6     | Сваливание и столкновение с землёй при уходе на второй круг в ходе тренировочного полёта (подробнее…) | [ 9 ]  |
| 9 февраля 1976 года   | Иркутск                                                                | Ту-104А    | 42327          | Восточно-Сибирское   | 24/114  | Потерял управление и упал после взлёта из-за ошибок в пилотировании и нарушения симметричности заправки (подробнее…)                                                                                                | [ 10 ] |
| 11 февраля 1976 года  | Булунский район (70°08′ с. ш. 125°43′ в. д.)                           | Ми-8       | 22538          | Якутское             | 6/9     | Отказ и пожар двигателя | [ 11 ] |
| 14 февраля 1976 года  | Чарджоуская область, Кулапашар, близ Келифа                            | Ми-4       | 66873          | Узбекское            | 3/3     | Столкновение с горой при заходе на посадку в метель | [ 12 ] |
| 17 февраля 1976 года  | Джамбульская область, близ Каратау (43°12′ с. ш. 70°41′ в. д.)         | Ми-1       | 20301          | Киргизское           | 2/2     | Упал на землю после разрушения лопастей несущего и хвостового винтов, вызванного сильными перегрузками из-за отрыва законцовки одной из лопастей несущего винта                                                     | [ 13 ] |
| 6 марта 1976 года     | Верхняя Хава                                                           | Ил-18Е     | 75408          | Армянское            | 111/111 | Упал с эшелона из-за обесточивания электросети и отказа приборов (подробнее…) | [ 14 ] |
| 10 марта 1976 года    | Саратов                                                                | Ан-24РВ    | 46613          | Приволжское          | 0/57    | При посадке выкатился за пределы ВПП | [ 15 ] |
| 23 марта 1976 года    | Калачеевский район, близ Подгорное                                     | Ка-26      | 19482          | Центральных районов  | 3/3     | Столкновение с землёй при полёте на малой высоте в СМУ | [ 16 ] |
| 24 марта 1976 года    | Копетдаг, близ Геок-Тепе (38°09′56″ с. ш. 57°49′39″ в. д.)             | Ил-14ЛИК-1 | 61756          | Казахское            | 6/6     | Столкновение с горой при полёте по кругу | [ 17 ] |
| 24 марта 1976 года    | Солененская, Таймырский АО                                             | Ми-2       | 20034          | Красноярское         | 5/7     | Упал после взлёта по неустановленной причине (ошибки в пилотировании, либо отказ в системе управления, либо изменение центровки в полёте)                                                                           | [ 18 ] |
| 3 апреля 1976 года    | Домодедовский район                                                    | Ми-2       | 15827          | Центральных районов  | 0/?     | Опрокинулся при грубой посадке, вызванной сдвигом ветра | [ 19 ] |
| 11 апреля 1976 года   | 63 км СЗ Казачинского (56°32′ с. ш. 106°42′ в. д.)                     | Ан-2       | 09675          | Восточно-Сибирское   | 4/4     | Столкновение с горой из-за отклонения от трассы и снижения под безопасную высоту | [ 20 ] |
| 17 апреля 1976 года   | Беседино, Курский район                                                | Ан-2Т      | 33170          | Узбекское            | 1/2     | Сваливание и столкновение с землёй после взлёта из-за малой скорости отрыва | [ 21 ] |
| 22 апреля 1976 года   | близ Тулы                                                              | Ан-2Р      | 01626          | Центральных районов  | 0/?     | Разбился после остановки двигателя из-за истощения топлива | [ 22 ] |
| 25 апреля 1976 года   | Чимкентская область, близ Аксая (42°24′ с. ш. 70°08′ в. д.)            | Ми-2       | 20130          | Казахское            | 3/4     | Столкновение с землёй после потери управления из-за отказа гидросистемы (вероятны и ошибки в пилотировании) | [ 23 ] |
| 25 апреля 1976 года   | Челкарский район, близ Бозоя                                           | Ми-1       | 68088          | Казахское            | 3/4     | Столкновение с землёй из-за отвлечения пилота на кратковременный отказ двигателя | [ 24 ] |
| 10 мая 1976 года      | Мурманск                                                               | Ми-8       | 22173          | Ленинградское        | 0/?     | В полёте отделилась хвостовая балка из-за попадания в хвостовой винт крюка внешней подвески | [ 25 ] |
| 15 мая 1976 года      | Викторовка, близ Чернигова (51°17′ с. ш. 31°25′ в. д.)                 | Ан-24РВ    | 46534          | Украинское           | 52/52   | На эшелоне свалился в штопор из-за отказа руля направления (подробнее…) | [ 26 ] |
| 16 мая 1976 года      | Новониколаевка, близ Семипалатинска (51°06′12″ с. ш. 79°27′12″ в. д.)  | Ан-2Т      | 79935          | Казахское            | 3/4     | Столкновение с землёй из-за хулиганства пилота (выполнение фигур пилотажа на малой высоте) в самовольном вылете | [ 27 ] |
| 19 мая 1976 года      | близ Алаверди                                                          | Ан-2Р      | 03547          | Армянское            | 0/?     | Разбился при полёте в СМУ | [ 28 ] |
| 23 мая 1976 года      | Хандыга                                                                | Ан-26      | 26567          | Якутское             | 0/?     | Посадка до ВПП. Происшествие классифицировалось как инцидент, но самолёт больше не летал. | [ 29 ] |
| 1 июня 1976 года      | Масиас-Нгема-Бийого, близ Малабо (3°18′ с. ш. 8°32′ в. д.)             | Ту-154А    | 85102          | ЦУ МВС               | 45/45   | Столкновение с горой при заходе на посадку (подробнее…) | [ 30 ] |
| 2 июня 1976 года      | Осокорки, Киев                                                         | Як-40      | 87541          | Литовское            | 0/?     | Вынужденная посадка вне аэродрома после ошибочного отключения всех двигателей при заходе на посадку | [ 31 ] |
| 9 июня 1976 года      | близ Анадыря                                                           | Ан-2       | 23743          | Магаданское          | 0/?     | Столкновение с землёй при полёте в СМУ | [ 32 ] |
| 12 июня 1976 года     | 19 км от Кедвы                                                         | Ми-6       | 21875          | Коми                 | 0/?     | Упал в лес после потери управления из-за сильной турбулентности | [ 33 ] |
| 12 июня 1976 года     | Нижнеангарск                                                           | Ан-2       | 32464          | Восточно-Сибирское   | 5/7     | Столкновение с горой при заходе на посадку | [ 34 ] |
| 20 июня 1976 года     | Энгельсский район (51°14′ с. ш. 46°43′ в. д.)                          | Ан-2       | 70819          | Приволжское          | 2/2     | Сваливание и столкновение с землёй в ходе авиационно-химических работ из-за ошибок в пилотировании | [ 35 ] |
| 22 июня 1976 года     | Перелюбский район, близ Бригадировки (51°48′ с. ш. 50°17′ в. д.)       | Ми-1       | 17813          | Северо-Кавказское    | 2/3     | Столкновение с ЛЭП после взлёта | [ 36 ] |
| 23 июня 1976 года     | близ Перми                                                             | Ми-2       | 23959          | Уральское            | 0/?     | Разбился после отказа двигателя | [ 37 ] |
| 26 июня 1976 года     | Казань, улица Аделя Кутуя                                              | Ан-2       | 70764          | Приволжское          | 1/11    | Столкновение с ЛЭП при вынужденной посадке после отказа двигателя | [ 38 ] |
| 27 июня 1976 года     | Амангельды                                                             | Ан-2       | 70481          | Украинское           | 1/1     | Разбился при самовольном вылете, осуществлённого пьяным авиатехником | [ 39 ] |
| 30 июня 1976 года     | Валихановский район, совхоз «Южный» (52°33′ с. ш. 71°36′ в. д.)        | Ан-2Р      | 70531          | Центральных районов  | 3/3     | При полёте по кругу отделилась лопасть воздушного винта, вызвав вибрацию, разрушившую двигатель и крыло | [ 40 ] |
| 1 июля 1976 года      | Сисианский район, близ Базарчая                                        | Ан-2       | 02518          | Армянское            | 2/2     | Столкновение с горой из-за отклонения от трассы и снижения под безопасную высоту | [ 41 ] |
| 1 июля 1976 года      | Назаровский район, 8 км ЮВ Сахапты                                     | Ан-2       | 55791          | Красноярское         | 2/3     | Столкновение с землёй при выполнении авиационно-химических работ на малой высоте из-за отвлечения экипажа на сбой в двигателе                                                                                       | [ 42 ] |
| 26 января 1976 года   | Российская Советская Федеративная Социалистическая Республика          | Ан-2       |                |                      | 0/?     | Предотвращена попытка угона; самолёт выполнял рейс Грозный—Элиста. | [ 8 ]  |
| 6 июля 1976 года      | Бериславский район, 8 км СЗ Бургунки                                   | Ка-26      | 24055          | Украинское           | 1/1     | Упал на землю при выполнении авиационно-химических работ из-за разрушения главного редуктора | [ 43 ] |
| 11 июля 1976 года     | Сиваш, близ Керчи                                                      | Ан-2       | 62439          | Украинское           | 0/?     | Упал в воду при полёте в СМУ | [ 44 ] |
| 13 июля 1976 года     | Верхнебуреинский район, 7 км СВ Чегдомына (51°12′ с. ш. 132°58′ в. д.) | Ан-2       | 70092          | Дальневосточное      | 1/14    | Вынужденная посадка на местности из-за отказа двигателя после взлёта | [ 45 ] |
| 15 июля 1976 года     | близ Барнаула                                                          | Ан-2       | 05840          | Западно-Сибирское    | 0/?     | Разбился после остановки двигателя из-за истощения топлива, вызванного неправильной настройкой топливного датчика                                                                                                   | [ 46 ] |
| 15 июля 1976 года     | близ Киренска                                                          | Ми-2       | 23933          | Восточно-Сибирское   | 0/?     | Столкновение с землёй после взлёта из-за потери высоты вследствие ошибок в пилотировании | [ 47 ] |
| 17 июля 1976 года     | Кадала, Чита                                                           | Ту-104А    | 42335          | Восточно-Сибирское   | 0/117   | Упал при взлёте из-за перегруза | [ 48 ] |
| 18 июля 1976 года     | совхоз Ленина, Джетысайский район (40°49′ с. ш. 68°11′ в. д.)          | Ан-2       | 03504          | Казахское            | 2/2     | Столкновение с деревьями после взлёта из-за падения мощности двигателя | [ 49 ] |
| 26 июля 1976 года     | близ Астрахани                                                         | Ан-2       | 07285          | Северо-Кавказское    | 0/?     | Столкновение с землёй из-за отвлечения экипажа от пилотирования | [ 50 ] |
| 28 июля 1976 года     | Родниковский район, 2 км СЗ Дегтярново (56°59′ с. ш. 41°58′ в. д.)     | Ан-2       | 35088          | Центральных районов  | 4/4     | Столкновение с деревьями при полёте ниже безопасной высоты; экипаж был в нетрезвом состоянии. | [ 51 ] |
| 29 июля 1976 года     | Цецина, 10,6 км СЗ Черновцов                                           | Ан-2       | 32264          | Украинское           | 5/5     | Столкновение с горой из-за отклонения от трассы и снижении под безопасную высоту | [ 52 ] |
| 29 июля 1976 года     | близ Муи                                                               | Ми-8       | 25883          | Восточно-Сибирское   | 0/?     | Разбился после отказа двигателя | [ 53 ] |
| 30 июля 1976 года     | Сургутский район, 205 км С Сургута (63°03′ с. ш. 72°04′ в. д.)         | Ми-8       | 22448          | Тюменское            | 13/16   | Потерял управление и упал в лес при заходе на посадку из-за ошибок в пилотировании | [ 54 ] |
| 31 июля 1976 года     | Красный, Лабинский район (44°31′ с. ш. 41°12′ в. д.)                   | Ан-2       | 70255          | Северо-Кавказское    | 5/9     | При пролёте грозы потерял высоту из-за турбулентности и врезался в землю | [ 55 ] |
| 3 августа 1976 года   | Чернский район, 2 км В Поповки (53°31′ с. ш. 37°08′ в. д.)             | Ан-2       | 70190          | Центральных районов  | 2/5     | Столкновение с землёй из-за хулиганства пьяного экипажа (выполнение манёвров на малой высоте) в самовольном вылете                                                                                                  | [ 56 ] |
| 13 августа 1976 года  | Гурьев                                                                 | Ан-24Б     | 47734          | Казахское            | 0/43    | Грубая посадка до ВПП, приведшая к разрушению шасси и повреждению самолёта | [ 57 ] |
| 13 августа 1976 года  | Уэлен                                                                  | Ан-2       | 23722          | Магаданское          | 0/?     | Разбился из-за нарушения метеоминимума | [ 58 ] |
| 19 августа 1976 года  | близ Краснокамска                                                      | Ми-2       | 23842          | Уральское            | 0/?     | Разбился после отказа двигателя | [ 59 ] |
| 19 августа 1976 года  | Закарпатская область                                                   | Ми-2       | 23577          | Украинское           | 0/?     | Разбился после отказа двигателя | [ 60 ] |
| 26 августа 1976 года  | Нижневартовский район, 140 км В Ларьяка (61°03′ с. ш. 82°56′ в. д.)    | Ми-8       | 25928          | Тюменское            | 2/12    | Столкновение с деревьями после взлёта из-за ошибок в пилотировании | [ 61 ] |
| 27 августа 1976 года  | Берёзово                                                               | Ан-2В      | 23577          | Тюменское            | 0/?     | Разбился после остановки двигателя из-за истощения топлива по вине экипажа | [ 62 ] |
| 4 сентября 1976 года  | Чиракчинский район, 90 км СВ Карши (39°25′ с. ш. 66°44′ в. д.)         | Ан-2       | 05876          | Узбекское            | 1/2     | Был угнан и разбился в горах при ночном полёте | [ 63 ] |
| 9 сентября 1976 года  | Чёрное море, 37 км Ю Анапы (44°33′ с. ш. 37°18′ в. д.)                 | Ан-24РВ    | 46518          | Белорусское          | 52/52   | Столкновение в воздухе (подробнее…) | [ 64 ] |
| 9 сентября 1976 года  | Чёрное море, 37 км Ю Анапы (44°33′ с. ш. 37°18′ в. д.)                 | Як-40      | 87772          | Северо-Кавказское    | 18/18   | Столкновение в воздухе (подробнее…) | [ 65 ] |
| 10 сентября 1976 года | близ Нижнеудинска                                                      | Ми-4А      | 28979          | Восточно-Сибирское   | 0/?     | Столкновение с землёй при заходе на посадку | [ 66 ] |
| 13 сентября 1976 года | Нижнеудинский район, 110 км Ю Нижнеудинска                             | Ми-1М      | 17849          | Восточно-Сибирское   | 2/3     | Из-за падения мощности двигателя пилот принял решение о вынужденной посадке на местности; перед самым касанием, двигатель вдруг восстановил работу, создав реактивный момент, развернувший и опрокинувший вертолёт. | [ 67 ] |
| 14 сентября 1976 года | близ Дмитрова                                                          | Ми-2       | 20571          | Центральных районов  | 0/?     | Пролетая на опасно малой высоте над полем попал под дождевальную установку; из-за большого объёма поступившей внутрь воды двигатели остановились, после чего вертолёт упал на землю.                                | [ 68 ] |
| 14 сентября 1976 года | Дутово                                                                 | Ми-4А      | 36546          | Коми                 | 0/?     | Столкновение с землёй при авторотации несущего винта; причина происшествия не установлена. | [ 69 ] |
| 23 сентября 1976 года | Ахар                                                                   | Ан-2       |                | Азербайджанское      | 0/1     | Угнан вторым пилотом Валентином Зосимовым (бывший военный лётчик) в Иран. Под политическим давлением, 25 сентября пилот и самолёт были экстрадированы в Советский Союз (подробнее…).                                | [ 8 ]  |
| 26 сентября 1976 года | Новосибирск                                                            | Ан-2       | 79868          | Западно-Сибирское    | 4+1/1   | Самоубийство пилота, направившего самолёт на жилой дом (подробнее…) | [ 70 ] |
| 2 октября 1976 года   | Тункинский район, 30 км СЗ Хойто-Гол                                   | Ан-2Т      | 01226          | Восточно-Сибирское   | 0/?     | Столкновение с горой из-за уклонения с маршрута | [ 71 ] |
| 4 октября 1976 года   | Лобовка, Бугурусланский район                                          | Як-18Т     | 44368          | Бугурусланское ЛУ ГА | 4/4     | При хулиганстве пилота-инструктора (выполнение фигур пилотажа на малой высоте, катание посторонних) свалился в штопор из-за ошибок в пилотировании при повышенном весе                                              | [ 72 ] |
| 5 октября 1976 года   | Элиста                                                                 | Ми-4СП     | 19114          | Сасовское ЛУ ГА      | 0/?     | В режиме висения упал на аэродром после отделения лопасти несущего винта | [ 73 ] |
| 15 октября 1976 года  | близ Тикси                                                             | Ми-4       | 19249          | Якутское             | 0/?     | Опрокинулся при посадке; хотя было квалифицировано как инцидент, в следующем году вертолёт был списан. | [ 74 ] |
| 30 октября 1976 года  | Южный, Ташкент                                                         | Ил-18В     | 75575          | Узбекское            | 0/97    | При посадке, из-за ошибки в пилотировании, выкатился с ВПП на боковую полосу безопасности и разрушился | [ 75 ] |
| 4 ноября 1976 года    | близ Сухуми                                                            | Ми-2       | 15824          | Грузинское           | 0/?     | Опрокинулся при посадке; хотя было квалифицировано как инцидент, в следующем году вертолёт был списан. | [ 76 ] |
| 10 ноября 1976 года   | Индига, Ненецкий АО                                                    | Ми-8       | 25246          | Архангельское        | 0/?     | Разбился после отказа двигателя | [ 77 ] |
| 18 ноября 1976 года   | Солонечная, Кемеровский район (55°24′58″ с. ш. 86°12′00″ в. д.)        | Ми-4       | 02319          | Западно-Сибирское    | 4/4     | В ходе полёта упал на землю после отказа системы поперечного управления (разрушились кронштейн качалки и два задних болта его крепления)                                                                            | [ 78 ] |
| 28 ноября 1976 года   | Солнечногорский район, близ Клушино (56°01′11″ с. ш. 37°13′30″ в. д.)  | Ту-104Б    | 42471          | Ленинградское        | 73/73   | Упал после взлёта из-за сбоя в показаниях пилотажно-навигационных приборов (подробнее…) | [ 79 ] |
| 7 декабря 1976 года   | Армавир                                                                | Як-40      | 87756          | Украинское           | 0/29    | Вынужденная посадка на местности из-за истощения топлива при заходе на посадку (подробнее…) | [ 80 ] |
| 12 декабря 1976 года  | Приуральский район, близ Пост 110 км                                   | Ми-4А      | 14161          | Архангельское        | 4/4     | Пропал без вести (вероятно, разбился в горах) после спрямления маршрута Салехард—Воркута | [ 81 ] |
| 12 декабря 1976 года  | Приуральский район, близ Пост 110 км                                   | Ми-4А      | 19202          | Архангельское        | 4/4     | Столкновение с горой после спрямления маршрута Салехард—Воркута; люди на борту выжили, но погибли от переохлаждения по пути к железной дороге.                                                                      | [ 82 ] |
| 16 декабря 1976 года  | Вольнянский район, близ Казаковского                                   | Як-40      | 87638          | Украинское           | 5/5     | В учебном полёте свалился в штопор из-за ошибок в пилотировании (подробнее…) | [ 83 ] |
| 17 декабря 1976 года  | Усть-Кут (56°51′20″ с. ш. 105°43′36″ в. д.)                            | Як-40К     | 88208          | Восточно-Сибирское   | 7/7     | Столкновение с деревьями после взлёта из-за ошибок в пилотировании и неправильной настройке высотомеров (подробнее…)                                                                                                | [ 84 ] |
| 17 декабря 1976 года  | Жуляны, Киев (50°24′12″ с. ш. 30°27′16″ в. д.)                         | Ан-24      | 46722          | Украинское           | 48/55   | Столкновение с препятствиями и землёй при заходе на посадку из-за снижения под глиссаду (подробнее…) | [ 85 ] |
| 18 декабря 1976 года  | Острая, 12,5 км В Южно-Сахалинска (46°54′10″ с. ш. 142°52′50″ в. д.)   | Ил-14РР    | 61752          | Дальневосточное      | 9/11    | Столкновение с горой при заходе на посадку из-за отклонения от маршрута (подробнее…) | [ 86 ] |

### Комментарии
1. ↑  В русскоязычных источниках утверждается, что самолёт с 1974 года не эксплуатировался по причине грубой посадки в Москве 6 августа 1974 года, так что есть вероятность, что на самом деле это была перегонка самолёта на хранение в Киевский ИИ ГА.
2. ↑  Использован при съёмках фильма «Экипаж»